# الأشهر الحرم
في التراث العربي قبل الإسلام وفي الدين الإسلامي فإن أربعة أشهر من التقويم القمري وهي ذو القعدة، وذو الحجة، والمُحرَّم، ورجب تسمى «الأشهر الحُرم»، وهذه الأشهر الحُرُم يوضع فيها القتال –إلا ردًّا للعدوان– وتُضاعف فيه الحسنةُ كما تُضاعف السيئةُ. وذهب الشافعي وكثير من العلماء إلى تغليظِ دِيةِ القتيلِ في الأشهر الحُرُم. وكان الهدف من هذا التقليد عندهم هو تمكين الحجاج والتجار والراغبين في الشراء من الوصول آمنين إلى أماكن العبادة والأسواق والعودة بسلام.

## قبل الإسلام
كانت الأشهر الحرم معظمة في شريعة إبراهيم،[بحاجة لمصدر] واستمر ذلك باقيًا، فكان العرب قبل الإسلام يعظمونها ويحرمون القتال فيها، حتى بدأ العرب باستخدام النسيء في تقويمهم، مما أدى إلى تأجيل الأشهر الحرام في بعض السنوات أو تعجيلها. وقد ذُكر هذا التقويم في القرآن بصيغة الاستنكار والتحريم: ﴿إِنَّمَا النَّسِيءُ زِيَادَةٌ فِي الْكُفْرِ يُضَلُّ بِهِ الَّذِينَ كَفَرُوا يُحِلُّونَهُ عَامًا وَيُحَرِّمُونَهُ عَامًا لِيُوَاطِئُوا عِدَّةَ مَا حَرَّمَ اللَّهُ فَيُحِلُّوا مَا حَرَّمَ اللَّهُ زُيِّنَ لَهُمْ سُوءُ أَعْمَالِهِمْ وَاللَّهُ لَا يَهْدِي الْقَوْمَ الْكَافِرِينَ ۝٣٧﴾ [التوبة:37].
التزم العرب في الجزيرة بعدم القتال في الأشهر الحرم وشذت عن ذلك قبائل بنو خثعم وبنو طي إذ كانوا يستحلون في تلك الشهور الحروب.

## في الإسلام
حفظ الإسلام لهذه الأشهر حرمتها ونُهي المسلمون عن انتهاكها.

### في السنة النبوية
بيَّنَها النبي محمد في الحديث «إن الزمان قد استدار كهيئته يوم خلق الله السماوات والأرض، السنة اثنا عشر شهرا، منها أربعة حرم؛ ثلاث متواليات: ذو القعدة وذو الحجة والمحرم، ورجب مُضَر الذي بين جمادى وشعبان».

### في القرآن
ذكرت الأشهر الحرم في القرآن:﴿إِنَّ عِدَّةَ الشُّهُورِ عِنْدَ اللَّهِ اثْنَا عَشَرَ شَهْرًا فِي كِتَابِ اللَّهِ يَوْمَ خَلَقَ السَّمَاوَاتِ وَالْأَرْضَ مِنْهَا أَرْبَعَةٌ حُرُمٌ ذَلِكَ الدِّينُ الْقَيِّمُ فَلَا تَظْلِمُوا فِيهِنَّ أَنْفُسَكُمْ وَقَاتِلُوا الْمُشْرِكِينَ كَافَّةً كَمَا يُقَاتِلُونَكُمْ كَافَّةً وَاعْلَمُوا أَنَّ اللَّهَ مَعَ الْمُتَّقِينَ ۝٣٦﴾ [التوبة:36].
وجاء في كتب التفسير عند الآية "فَلاَ تَظْلِمُوا فِيهِنَّ أنْفُسَكُمْ" قال قتادة: إن الظلم في الأشهر الحُرُم أعظم خطيئةٍ ووِزْرًا من الظلم فيما سواها وإن كان الظلم على كل حال عظيماً، ولكن الله يعظم من أمره ما يشاء. وقال: "إن الله اصطفى صفايا من خلقه، اصطفى من الملائكة رُسلا ومن الناس رُسلا، واصطفى من الكلام ذكره، واصطفى من الأرض المساجدَ، واصطفى من الشهور رمضانَ والأشهرَ الحرمَ، واصطفى من الأيام يومَ الجمعةِ، واصطفى من الليالي ليلةَ القدرِ فعَظِّموا ما عظَّم الله.